# Meiko Kaji
Meiko Kaji (jap. 梶 芽衣子, bürgerlich Masako Ōta (太田 雅子, Ōta Masako); * 24. März 1947 in Chiyoda, Tokio) ist eine japanische Enka-Sängerin und Schauspielerin, die in den 1970er Jahren neben Miki Sugimoto und Etsuko Shihomi zu den bekanntesten japanischen Exploitation-Darstellerinnen zählte. 

## Leben
Meiko Kaji startete ihre Filmkarriere Mitte der 1960er Jahre mit kleineren Rollen in Produktionen der Nikkatsu-Studios, damals noch unter ihrem bürgerlichen Namen Masako Ōta. Für den 1969 veröffentlichten Gangsterfilm The Clean Up wählte sie erstmals das Pseudonym Meiko Kaji. Ihren Durchbruch hatte sie 1970, als sie für die Hauptrolle der fünfteiligen Filmreihe Alley Cat Rock auserwählt wurde und die Anführerin einer Bande von Straftäterinnen spielte. Nachdem sich das Nikkatsu-Studio angesichts sinkender Einnahmen und drohender Insolvenz dazu entschloss, die Filmproduktion umzustellen und vermehrt auf lukrative Sexfilme zu setzen, so genannte Pink Eiga, verließ Kaji das Studio und wechselte 1971 zu den renommierten Tōei-Studios.
Einen ersten Achtungserfolg hatte Meiko Kaji in Shun’ya Itōs Regiedebüt Sasori – Scorpion, dem Auftakt einer sechsteiligen Reihe, bei der sie in den ersten vier Teilen die Hauptrolle verkörperte. Kaji hatte lediglich im ersten Teil der Sasori-Reihe Nacktszenen, die übrigen genretypischen Aufnahmen stammen vorwiegend von anderen Darstellerinnen. Nach ihrem Weggang wurde die auf dem Manga von Tōru Shinohara basierende Filmreihe mit Yumi Takigawa weitergeführt, konnte jedoch nicht mehr an den Erfolg der vorangegangenen Teile anknüpfen. Die Rolle der schweigsamen Rächerin Nami „Matsu“ Matsushima machte sie in ganz Japan berühmt und ließ sie zu einem der Stars des japanischen Exploitationkinos und einer der wichtigsten Pinky-Violence-Schauspielerinnen werden.
1973 übernahm die Schauspielerin die Hauptrolle in der Manga-Verfilmung Lady Snowblood unter der Regie von Toshiya Fujita, mit dem sie zuvor einige Stray-Cat-Rock-Filme drehte. Das poetisch-nihilistische Porträt einer Frau, die Rache an den Mördern ihrer Familie übt, basiert dabei auf dem gleichnamigen Manga von Kazuo Koike. Nach der 1974 abgedrehten Fortsetzung, Lady Snowblood 2: Love Song of Vengeance, folgten einige Filme mit Regisseur Kinji Fukasaku, bis Kaji 1978 ihre fast zehnjährige Karriere beendete.
Seitdem tritt sie nur noch gelegentlich in Fernsehproduktionen auf. Abseits der Schauspielerei ist sie auch als Sängerin japanischer Schlager populär. So ist etwa ihr Lied The Flower of Carnage Teil des Soundtracks von Quentin Tarantinos Film Kill Bill – Volume 1.

## Filmografie (Auswahl)
- 1969: The Cleanup (嵐の勇者たち, Arashi no yūshatachi)
- 1970: Female Juvenile Delinquent Leader: Stray Cat Rock (Onna banchō: Nora-neko rokku)
- 1970: Stray Cat Rock: Wild Jumbo (Nora-neko rokku: Wairudo jambo)
- 1970: Stray Cat Rock: Sex Hunter! (Nora-neko rokku: Sekkusu hanta)
- 1970: Stray Cat Rock: Machine Animal (Nora-neko rokku: Mashin animaru)
- 1971: Stray Cat Rock: Crazy Rider '71 (Nora-neko rokku: Bōsō shudan '71)
- 1972: Sasori – Scorpion (Joshū 701-gō: Sasori)
- 1972: Sasori – Jailhouse 41 (Joshū sasori: Dai-41 zakkyo-bō)
- 1973: Lady Snowblood (Shurayuki-hime)
- 1973: Sasori – Den of the Beast (Joshū sasori: Kemono-beya)
- 1973: Sasori – Grudge Song (Joshū sasori: 701-gō urami-bushi)
- 1974: Lady Snowblood 2: Love Song of Vengeance (Shurayukihime: Urami Renga)
- 1976: Yakuza Graveyard (Yakuza no hakaba: Kuchinashi no hana)
- 2023: Yu Yu Hakusho (Yū Yū Hakusho)